# Энергетика Беларуси
Энергетика Беларуси — одна из основных отраслей экономики Республики Беларусь и является её важнейшей структурной составляющей.
Топливно-энергетический комплекс (ТЭК) страны обеспечивает функционирование всех её отраслей и устойчивое социально-экономическое развитие страны и включает в себя системы добычи, транспорта, хранения, производства и распределения основных видов энергоносителей: природного газа, нефти и продуктов её переработки, твёрдых видов топлива, электрической и тепловой энергии.
Роль комплекса в экономике страны определяется следующими параметрами:
он производит 24 % промышленной продукции страны,
осваивает четвертую часть всех инвестиций в основной капитал промышленности,
в нём сосредоточено 22,8 % промышленно-производственных основных фондов,
занято 5,3 % промышленно-производственного персонала.
В ТЭК Беларуси выделяют:
- топливную промышленность (нефтяную, газовую, торфяную);
- электроэнергетическую промышленность.

ТЭК имеет развитую производственную инфраструктуру, включая сеть нефтепроводов и газопроводов, в том числе магистральных, а также высоковольтные линии электропередач.
Органом государственного управления, формирующим и реализующим энергетическую политику страны, является Министерство энергетики Республики Беларусь.
Развитие отрасли определяется концепцией энергетической безопасности и повышения энергетической независимости страны; её выполнение обеспечивают ряд государственных программ по развитию альтернативных источников атомной и возобновляемой энергетики[прояснить], повышению эффективности использования топливно-энергетических ресурсов.

## История

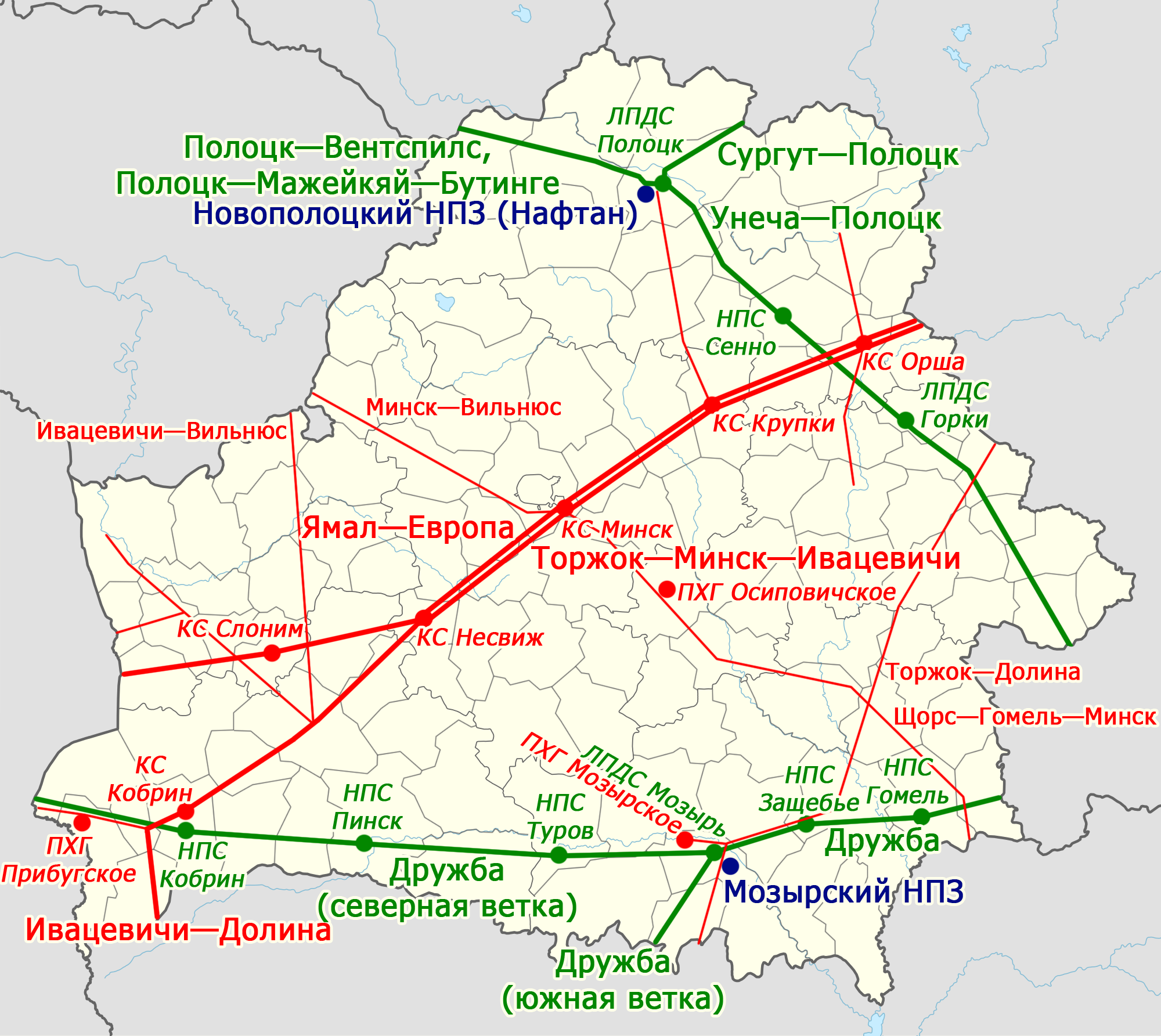
Крупнейшие магистральные и, проходящие по территории Беларуси

По данным Международного энергетического агентства, в 2014 году энергоемкость ВВП Беларуси составила 0,17 тонны нефтяного эквивалента на 1 тысячу долларов (по паритету покупательной способности и в ценах 2010 года), снизившись в два раза к 2000 году и достигнув уровня аналогичного показателя развитых стран со схожими климатическими условиями — Канады и Финляндии. При этом энергоемкость ВВП в Беларуси остается в 1,5 раза выше, чем в среднем в странах Организации экономического сотрудничества и развития, и в 1,2 раза выше мирового среднего уровня этого показателя.
В целом по республике экономия топливно-энергетических ресурсов за счет реализации энергосберегающих мероприятий в 2011—2015 гг. составила 7,79 млн тонн условного топлива, при задании 7,10−8,85 млн.
Доля местных ресурсов в котельно-печном топливе увеличилась с 20,7 % в 2010 году до 29,5 % в 2015 году.

## Добыча горючих полезных ископаемых
В 2020 году на месторождениях Республики Беларусь добыто 1,710 млн тонн сырой нефти, 219 млн м3 природного газа, 1,578 млн тонн топливного торфа.
В стране разрабатываются нефтяные месторождения в Припятской нефтегазоносной впадине, на 2000 год промышленные запасы месторождений оцениваются в размере 63 млн т, попутного газа 35 млрд м³, неразведанные — 190 млн т и 90 млрд м³ соответственно.
По данным Международного энергетического агентства, в 2012 году 96,7 % электроэнергии и 87,6 % тепловой энергии в стране было произведено на природном газе. При этом в 1990 году доля природного газа составляла лишь 52,1 % в генерации электроэнергии и 36,5 % — в производстве тепловой энергии. Незначительная (0,5 %) доля в генерации электроэнергии и небольшая (менее 10 %) доля в производстве тепловой энергии приходится на торф, импортируемый уголь, различные виды биотоплива и сжигаемые бытовые и промышленные отходы.

### Нефть
Максимальный уровень годовой добычи нефти, достигнутый в 1975 г., составил 7953,6 тыс. т. Основной объём добычи был получен из наиболее крупных месторождений: Речицкого, Осташковичского, Вишанского, Тишковского, Южно-Осташковичского. С 1976 г. добыча нефти снижается, и в 1997 г. достигла уровня в 1,822 млн т. Определяющим фактором падения стало ухудшение структуры запасов нефти, поскольку основные месторождения вступили в заключительную стадию разработки. Восполнение ресурсной базы осуществлялось, главным образом, за счет открытия небольших залежей с трудно извлекаемыми запасами. Начиная с 1997 года, процесс падения добычи нефти приостановлен, с последующей её стабилизацией в 1999—2017 гг. на уровне 1,6-1,8 млн т.
Всего насчитывается 82 нефтяных месторождения, расположенных в тектонической зоне Припятского прогиба (в Гомельской области — 78 и Могилевской области — 4). В 2015 г. эксплуатировалось 59 месторождений, а остальные разведывались или были законсервированы.
Балансовые запасы нефти: 61 млн т (2005 г.), 47,1 млн т (2015 г.). Половина запасов — трудно извлекаемые.
На текущий момент начались работы по поиску нефтяных месторождений в южной части Припятского прогиба.
С целью реализации нефтепродуктов в мае 2007 года создана Белорусская нефтяная компания.

### Природный газ
В настоящее время Беларусь не располагает промышленными месторождениями природного газа. При разработке месторождений нефти добывается попутный газ.

### Торф
Геологические запасы торфа на 2000 год в стране оценивались в размере 4,3 млрд т, экономические 1 млрд т, балансовые 260 млн т, разрабатываемые до 140 млн т.
Торфяное топливо играет важную роль в обеспечении потребностей населения и коммунально-бытовых предприятий республики в твердом топливе. Действует 42 торфодобывающих и торфоперерабатывающих предприятия, на которых работает около 11 тыс. человек. Ими ежегодно добываются 3 млн т торфа, в том числе 2,8 млн т используется для производства торфяных брикетов и 0,2 млн т для приготовления торфяных питательных смесей и отправки на экспорт.
За последние два года Беларусь увеличила поставки торфобрикета в Европу на 30 %, но разработка торфяных месторождений снижается по экологическим причинам.

### Горючий сланец
В Припятском прогибе находятся крупные запасы горючих сланцев. Прогнозные запасы (до глубины 600 м) оцениваются в 11 млрд т, в том числе до глубины 300 м — 5,5 млрд т. Предварительно изучены Любанское и Туровское месторождения. Полезное ископаемое характеризуется высокой зольностью (75 %). Специалисты считают, что промышленное освоение Туровского месторождения будет экономически оправданным лишь при условии полной утилизации всех продуктов сланцепереработки, в том числе золы. Поэтому на сегодняшний день горючие сланцы рассматриваются в качестве потенциальной сырьевой базы для развития энергетики, химической промышленности и производства строительных материалов.

### Уголь
Бурые угли выявлены на территории Полесья, прогнозные запасы составляют 1350,8 млн т. Наиболее изучены три месторождения — Житковичское, Бриневское и Тонежское с общими запасами 150,0 млн т. Разработан проект строительства Житковичского разреза мощностью в 2 млн т угля в год. Проектируется горнодобывающее предприятие на базе Лельчицкого месторождения с промышленными запасами 35,7 млн т. (2015 г.). В перспективе бурые угли могут быть реальным источником энергетического и местного бытового топлива, а также применяться в качестве сырья для отдельных химических производств.

## Нефтяная промышленность
Нефтяная промышленность включает нефтедобывающую и нефтеперерабатывающую промышленность.
Нефтедобывающая промышленность специализирована на добыче нефти и первичной подготовке её для транспортировки и переработки.
Нефтеперерабатывающая промышленность обеспечивает потребности страны в моторном и котельно-печном топливе, маслах, продуктах для нефтехимического производства. Суммарная мощность двух нефтеперерабатывающих предприятий составляет около 40 млн тонн в год в пересчёте на сырую нефть.
Крупнейшим в Европе является Новополоцкий НПЗ (ПО «Нафтан»), установленная мощность которого достигает 25 млн т в год, завод выпускает более 75 наименований продукции. Поставки сырой нефти на нефтеперерабатывающие заводы (НПЗ) осуществляются из России с использованием системы магистральных нефтепроводов «Дружба». Мозырский НПЗ перерабатывает белорусскую нефть. Трубопроводный транспорт используется и для перекачки нефтепродуктов (дизельного топлива и бензина) по территории Беларуси и на экспорт. Около 80 % нефтепродуктов экспортируется.

## Газовая промышленность
Газовая промышленность осуществляет добычу попутного газа, транспортировку, переработку природного и попутного газа, его использование.
Основным потребителем газа в Беларуси является электроэнергетика, доля которой в структуре потребления газа достигает до 73 %. 10 % газа потребляется в промышленности, ещё 7 % используется в качестве нефтехимического сырья. Потребление газа населением и коммунально-бытовым сектором составляет 7 % валового потребления газа в Беларуси. До 3 % газа используется в качестве моторного топлива. Доля сельского хозяйства в структуре потребления газа незначительна — 0,3 %.
Беларусь является важным узлом для транзита российского газа в Польшу и страны Западной Европы (около 70 % транзитных объёмов), Украину, Литву и Калининградскую область РФ.
| Год             | 2010 | 2011 | 2012 | 2013 | 2014 | 2015 |
| --------------- | ---- | ---- | ---- | ---- | ---- | ---- |
| Объем (млрд м³) | 43,2 | 44,3 | 44,3 | 48,8 | 45,0 | 45,4 |

Транзит российского природного газа по территории Беларуси обеспечивается по следующим магистральным газопроводам:
- Ямал — Европа (диаметр — 1420 мм);
- Торжок — Минск — Ивацевичи (3х1220 мм);
- Кобрин — Брест — Госграница (1020 мм);
- Минск — Вильнюс (1220 мм);
- Ивацевичи — Долина (2х1220 мм);
- Торжок — Долина (1420 мм);
- Волковыск — Госграница (273 мм).

На территории Беларуси расположены 3 подземных хранилищ газа (ПХГ) суммарной ёмкостью активного газа около 1,28 млрд м куб:
- Прибугское (0,6 млрд м³);
- Осиповичское (0,36 млрд м³);
- Мозырское (0,315 млрд м³).

## Торфяная промышленность
Торфяная промышленность производит добычу торфа на топливо, для сельского хозяйства, химической переработки, занимается производством торфобрикетов.
В настоящее время торфяная промышленность представлена 37 предприятиями, на которых ведется добыча и переработка торфа, он используется прежде всего в коммунально-бытовом секторе. Основными видами продукции являются: торфяные брикеты, торф кусковой и сфагновый. Эксплуатационные запасы торфа на сырьевых базах предприятий составляют 142,5 млн тонн, в том числе торфа, пригодного для брикетирования — 100 млн тонн.

## Электроэнергетика

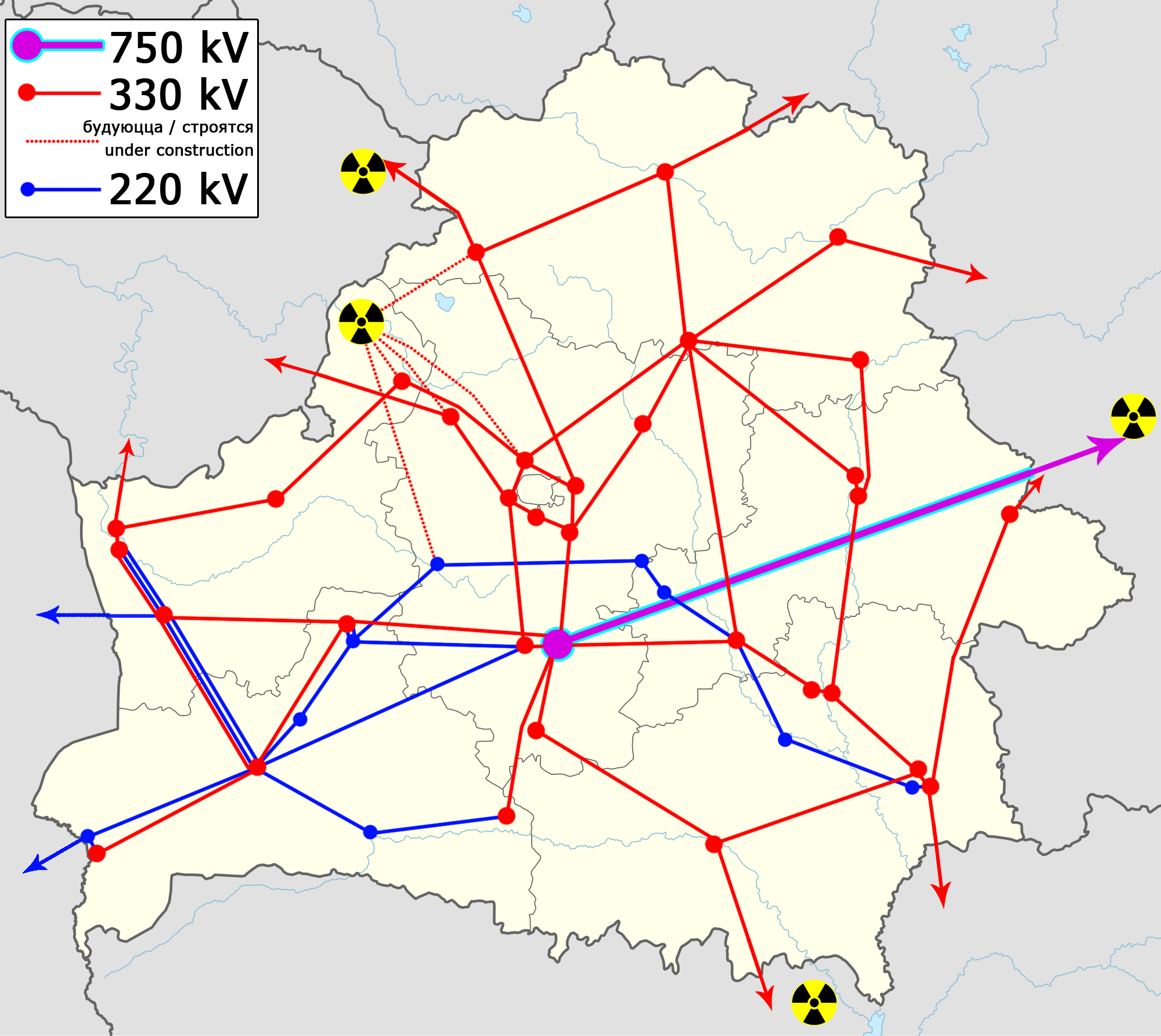
Линии электропередач 220, 330 и 750 кВ на территории Республики Беларусь

Электроэнергетика осуществляет выработку, передачу и распределение электрической энергии.
На её долю приходится 7,3 % валовой продукции промышленности, 15,9 % основных промышленно-производственных фондов.
До революции: 

Первые сведения об использовании электрической энергии в Беларуси относятся к концу XIX века:
в 1889 году была запущена первая электростанция на территории современной Беларуси — при Добрушской бумажной фабрике;
первая электростанция в Минске появилась в 1894 году;
в ноябре 1897 года дала первый ток электростанция постоянного тока в Витебске.
К 1913 году в белорусских губерниях работало 11 электростанций общей мощностью 5,3 МВт и годовой выработкой электроэнергии в 3 млн кВт·ч. Топливом для электростанций служили местный торф и привозной каменный уголь.
В советское время: 

Развитие энергетического комплекса БССР начиналось с реализации плана ГОЭЛРО, ставшего первым после революции 1917 г. перспективным планом развития народного хозяйства советского государства: если в 1913 году мощность всех электростанций на территории Беларуси составляла всего 5,3 МВт, а годовое производство электроэнергии — 4,2 млн кВт∙ч, то к концу 30-х годов установленная мощность Белорусской энергосистемы уже достигла 129 МВт при годовой выработке электроэнергии 508 млн кВт∙ч.
В конце 20-х годов была построена Белорусская ГРЭС (Ореховск, Оршанский район современной Витебской области) мощностью 10 МВт — крупнейшей станции в довоенный период, что послужило начало стремительному становлению отрасли, белорусская энергетическая система была создана де-факто. На протяжении многих лет Белорусская ГРЭС оставалась ведущей электростанцией республики. 

Другой крупной электростанцией была Минская ТЭЦ-2.
15 мая 1931 года принято решение об организации Районного управления государственных электрических станций и сетей Белорусской ССР — «Белэнерго».
К 1940 году общая мощность электростанций БССР, работавших преимущественно на торфе, составляла 128,8 МВт с годовой выработкой 508 млн кВт·ч электроэнергии.
В 1930-е годы развитие энергетической отрасли идет семимильными шагами — появляются новые ТЭЦ, значительно увеличивается протяженность высоковольтных линий, создается потенциал профессиональных кадров. Однако этот яркий рывок вперед был перечеркнут Великой Отечественной. Война привела к практически полному уничтожению электроэнергетической базы республики — после освобождения Беларуси мощность её электростанций составляла всего 3,4 МВт.
Энергетикам понадобились героические усилия для того, чтобы восстановить и превысить довоенный уровень установленной мощности электростанций и производства электроэнергии.
В 1950-е — 1970-е годы было построено множество электростанций, крупнейшие из которых — Лукомская (Лукомльская) ГРЭС, Берёзовская ГРЭС, Минские ТЭЦ-3 и ТЭЦ-4, Гомельская ТЭЦ-2.
В конце 1964 года впервые в Беларуси заработала линия электропередачи 330 кВ — «Минск—Вильнюс», которая интегрировала энергосистему республики в Объединенную энергосистему Северо-Запада, связанную с Единой энергосистемой Европейской части СССР.
В 1960—1970 гг. мощность электростанций выросла с 756 до 3464 МВт, а производство электроэнергии увеличилось с 2,6 до 14,8 млрд кВт∙ч; в 1975 году мощность электростанций достигла 5487 МВт, производство электроэнергии возросло почти в два раза по сравнению с 1970 годом. В последующий период развитие электроэнергетики замедлилось: по сравнению с 1975 годом мощность электростанций в 1991 году увеличилась немногим больше чем на 11 %, а производство электроэнергии — на 7 %.
В 1980-е годы началось строительство Минской атомной ТЭЦ (после катастрофы на Чернобыльской АЭС незаконченную стройку перепрофилировали в обычную ТЭЦ), началось проектирование Белорусской АЭС.
В 1985 году на крупных электростанциях прекратилось сжигание торфа и угля, электростанции были переведены на использование мазута и природного газа.
На 1 января 1991 года установленная мощность электростанций БССР составляла 6939,3 МВт (более 99 % на ТЭС).
Общая протяженность электросетей за 1960—1990 гг. выросла в 7,3 раза; длина системообразующих ВЛ 220—750 кВ за 30 лет увеличилась в 16 раз и достигла 5875 км.
В различные периоды на территории Беларуси было построено более 50 гидроэлектростанций малой и средней мощности, в том числе — Витебская ГЭС (40 МВт), Полоцкая ГЭС (21,66 МВт), Гродненская ГЭС (17 МВт), Осиповичская ГЭС (2,2 МВт), Чигиринская ГЭС (1,5 МВт).
Современность
Современная электроэнергетика Беларуси представляет собой постоянно развивающийся высокоавтоматизированный комплекс, объединённый общим режимом работы и единым централизованным диспетчерским управлением.
Потребление электроэнергии внутри страны в 2016 году составило 36,6 млрд кВт·ч; из них 2,1 млрд кВт·ч пришлось на обеспечение потребностей ТЭК (внутренние расходы), а 2,9 млрд кВт·ч составили потери электроэнергии в результате доставки конечным потребителям.
Экспорт электроэнергии составил 0,16 млрд кВт·ч, импорт — 3,2 млрд кВт·ч.
Производственный потенциал белорусской энергосистемы представлен 22 крупными электростанциями, 25 районными котельными, включает почти 7 тыс. км системообразующих и около 250 тыс. км распределительных линий электропередач высокого напряжения и более 2 тыс. км тепловых сетей.
Установленная мощность электростанций по данным Белэнерго составила 9,1 млн кВт в 2018 году. Основу электроэнергетики Беларуси составляют тепловые электростанции, они вырабатывают 99,9 % всей электроэнергии. Среди тепловых электростанций различают конденсационные (ГРЭС) и теплоэлектроцентрали (ТЭЦ), их доля в общей установленной мощности составляет соответственно 43,7 % и 56,3 %.
Среди теплоэлектроцентралей установленной мощностью по выработке электрической энергии выделяются: Минские ТЭЦ-4 (1030 МВт), ТЭЦ-3 (420 МВт). ТЭЦ-5 (330 МВт). Гомельская ТЭЦ-2 (540 МВт), Могилевская ТЭЦ-2 (345 МВт), Новополоцкая ТЭЦ (505 МВт), Светлогорская ТЭЦ (260 МВт). Мозырская ТЭЦ (195 МВт), Бобруйская ТЭЦ-2 (180 МВт).
В 1992—1994 гг. были введены в эксплуатацию новые энергоблоки на Минской ТЭЦ-4 и Гомельской ТЭЦ-2, в 1999 году на площадке атомной ТЭЦ запущена Минская ТЭЦ-5.
На 1 января 2010 года мощность электростанций республики составляла 8 386,2 МВт, в том числе по ГПО «Белэнерго» — 7 983,8 МВт. Этой мощности достаточно для полного обеспечения потребности страны в электрической энергии.
Вместе с тем, ежегодно импортируется от 2,4 до 4,5 млрд кВт∙ч из России, с Украины, из Литвы и Латвии в целях загрузки наиболее эффективных мощностей и с учётом проведения ремонта электростанций; такие поставки способствуют устойчивости параллельной работы энергосистемы Беларуси с другими энергосистемами и надежного энергоснабжения потребителей.
В 2017 году 33,9 из 34,5 млрд кВт·ч было произведено на тепловых электростанциях, 405 млн кВт·ч — на ГЭС, 97 млн кВт·ч — на ветроустановках, 89 млн кВт·ч — на солнечных установках.
Возобновляемая энергетика:
доля электроэнергии, выработанной на гидро-, ветро- и солнечных электростанциях, составляла в 2010 году 0,1 % от объёма производства электроэнергии, в 2015 году — 0,8 %.
.
Атомная энергетика:
В 2011 году началось работы по строительству Белорусской АЭС на северо-западе страны, на границе с Литвой. Атомная электростанция будет состоять из двух энергоблоков суммарной мощностью до 2400 (2х1194) МВт.
В конце 2020 г. был запущен первый энергоблок БелАЭС.

### Крупнейшие электростанции
Самая крупная электростанция Беларуси — Лукомльская ГРЭС, мощностью 2560 МВт, вырабатывает более 40 % всей электроэнергии, используя природный газ и топочный мазут.
К числу крупнейших электрических станций следует отнести Березовскую ГРЭС (установленная мощность — 930 МВт).

## Гидроэнергетика
В 2010 году 45 млн кВт·ч из 34,9 млрд кВт·ч было произведено на ГЭС, после введения в эксплуатацию Гродненской ГЭС производство электроэнергии на гидроэлектростанциях в 2016 году достигло 142 млн кВт·ч.
Технический гидропотенциал республики оценивается в 2,5 млрд кВт·ч/год, реализуется на более чем 50 малых ГЭС установленной мощностью 95,8 МВт (2017 год). Совокупный электроэнергетический потенциал всех рек Беларуси оценивается в 900 МВт.
Крупнейшая гидроэлектростанция — Витебская (40 МВт, 138 млн кВт·ч) введена в 2017 году.
Построены Полоцкая (21,66 МВт, 110 млн кВт·ч, 2017 год) и Гродненская (17 МВт, 84,4 млн кВт·ч, 2012 год), планируется строительство ещё трёх средних гидроэлектростанций: Верхнедвинской (20 МВт, 78 млн кВт·ч), Бешенковичской (33 МВт, 130 млн кВт·ч) и Немновской (19,8 МВт, 85,5 млн кВт·ч в год).
В 2021 году мощность гидроэнергетики составляла 96 МВт.

## Возобновляемая энергия
Согласно Закону Республики Беларусь «О возобновляемых источниках энергии», электроэнергия из возобновляемых источников закупается государственными энергоснабжающими организациями в первые 10 лет работы таких электростанций с повышающими коэффициентами (в 2016 году — 28—52 копеек за 1 кВт·ч при средних затратах на производство 1 кВт·ч на электростанциях Белэнерго в 9,8 копеек). В 2015 году указом президента и постановлением Совета Министров Республики Беларусь установлены квоты на установленную мощность альтернативных источников энергии; при этом доля возобновляемых источников к 2020 году запланирована в 6 %.
В 2021 году мощность возобновляемой энергетики составляла 601 МВт.

### Ветроэнергетика
Технический ветропотенциал оценён в 300—400 (согласно источнику — более 288) млрд кВт·ч/год, однако в силу преобладания ветров малой скорости экономический потенциал значительно ниже.
В 2010 году 1 млн кВт·ч было произведено на ветроустановках, в 2016 году достигло 75 млн кВт·ч.
В мае 2011 года была запущена первая в стране и самая высокая в СНГ ветроэнергетическая установка (2 км от Новогрудка) мощностью 1,5 МВт. Ожидается выработка около 3,8 млн кВт•ч электроэнергии в год (обеспечит бытовые потребности населения райцентра).
В 2017 году в стране насчитывалось порядка 47 объектов, на которых эксплуатируются ветроустановки суммарной установленной мощностью 84 МВт. До 2020 года ожидается ввод ВЭС в Сморгонском (15 МВт), Ошмянском (25 МВт), Лиозненском (50 МВт) и Дзержинском (160 МВт) районах.
В 2021 году мощность ветроэнергетики составляла 112 МВт.

### Солнечная энергетика
В 2013 году 0,4 млн кВт·ч было произведено на солнечных электростанциях, в 2016 году достигло 28 млн кВт·ч.
Август 2015 — в д. Рожанка Щучинского района завершено строительство солнечной электростанции мощностью 1,26 МВт. В 2016 году в Щучинском районе запустили ещё одну СЭЗ мощностью 2,5 МВт.
Лето 2016 — введена в эксплуатацию солнечная электростанция мощностью 5,7 МВт в Мядельском районе.
Лето 2016 — введена в эксплуатацию солнечная электростанция мощностью до 18,48 МВт в Брагинском районе.
В октябре 2017 года была открыта солнечная электростанция в Речицком районе мощностью 55 МВт.
В Сморгони идёт строительство солнечной электростанции мощностью 17 МВт. Первую очередь ввели в эксплуатацию в феврале 2017 года  Архивная копия от 28 марта 2019 на Wayback Machine.
В январе 2019 года началось строительство солнечной электростанции в Чериковском районе Могилёвской области мощностью 100 МВт.
В 2021 году мощность солнечной энергетики составляла 269 МВт.

### Биогаз
В 2021 году мощность биогаза составила 39 МВт.

### Биоэнергетика
В 2021 году мощность биоэнергетики составляла 124 МВт.

## Ядерная энергетика
Запущенная в ноябре 2020 (первый блок) и введённая в строй в июне 2021 года Белорусская АЭС.
также: Конфликт вокруг Белорусской АЭС